# Frigyes Riesz
Frigyes Riesz (n. 22 ianuarie 1880, Győr – d. 28 februarie 1956, Budapesta, Republica Populară Ungară) a fost un matematician maghiar, profesor la Universitatea Franz Joseph din Cluj, apoi profesor și rector la Szeged. A avut contribuții importante în analiza funcțională.
A fost fratele matematicianului Marcel Riesz⁠(en)[traduceți].